# Синдром м'язової скутості

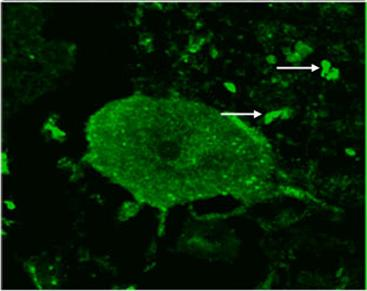
Мікрофотографія мозочка зі зв'язаними анти-GAD65 моноклональними антитілами (зелений), непряма імунофлюоресценція

Синдром м'язової скутості (СМС) є рідкісним неврологічним розладом нез’ясованої причини, що характеризується прогресуючою ригідністю та скутістю м’язів. Скутість насамперед впливає на м’язи тулуба і характеризується спазмами, що призводить до деформації постави. Хронічний біль, порушення рухливості та поперековий гіперлордоз є загальними симптомами.
Цей синдром зустрічається приблизно у одного з мільйона людей і найчастіше зустрічається у людей середнього віку. Невелика кількість пацієнтів має паранеопластичний різновид захворювання. Часто спостерігаються такі варіанти стану, як синдром ригідності кінцівок, який вражає переважно певну кінцівку.
СМС вперше був описаний у 1956 році. Діагностичні критерії були запропоновані в 1960-х роках і уточнені через два десятиліття. У 1990-х і 2000-х роках роль антитіл у цьому стані стала більш зрозумілою. Пацієнти з СМС зазвичай мають антитіла до декарбоксилази глутамінової кислоти (ГАД), які рідко зустрічаються в загальній популяції. Окрім аналізів крові на ГТР, електроміографія може допомогти підтвердити наявність захворювання.
Препарати класу бензодіазепінів є найпоширенішим методом лікування; вони використовуються для полегшення симптомів скутості. Інші поширені методи лікування включають баклофен, внутрішньовенний імуноглобін і ритуксимаб. Є обмежений, але обнадійливий терапевтичний досвід трансплантації гемопоетичних стовбурових клітин для СМС.